# لوسي مانهايم
لوسي مانهايم (بالألمانية: Lucie Mannheim) (و. 1899 – 1976 م) هي مغنية، وممثلة مسرحية، وممثلة أفلام ألمانية، ولدت في برلين، توفيت في براونلاغه، عن عمر يناهز 77 عاماً.

## جوائز
حصلت على جوائز منها:
- صليب القائد لنيشان استحقاق جمهورية ألمانيا الاتحادية.

## وصلات خارجية
- لوسي مانهايم على موقع IMDb (الإنجليزية)
- لوسي مانهايم على موقع مونزينجر (الألمانية)
- لوسي مانهايم على موقع ألو سيني (الفرنسية)
- لوسي مانهايم على موقع ميوزك برينز (الإنجليزية)
- لوسي مانهايم على موقع أول موفي (الإنجليزية)
- لوسي مانهايم على موقع قاعدة بيانات الأفلام السويدية (السويدية)
- لوسي مانهايم على موقع ديسكوغز (الإنجليزية)
- لوسي مانهايم على موقع قاعدة بيانات الفيلم (الإنجليزية)
- لوسي مانهايم على موقع كينوبويسك (الروسية)